# شريان مهبلي
الشريان المهبلي هو شريان أنثوى يقوم بتزويد الدم إلى المهبل وقاعدة المثانة.

## مصدر الشريان
يتم تعريف الشريان المهبلي عادة على أنه فرع من فروع الشريان الحرقفي الغائر.

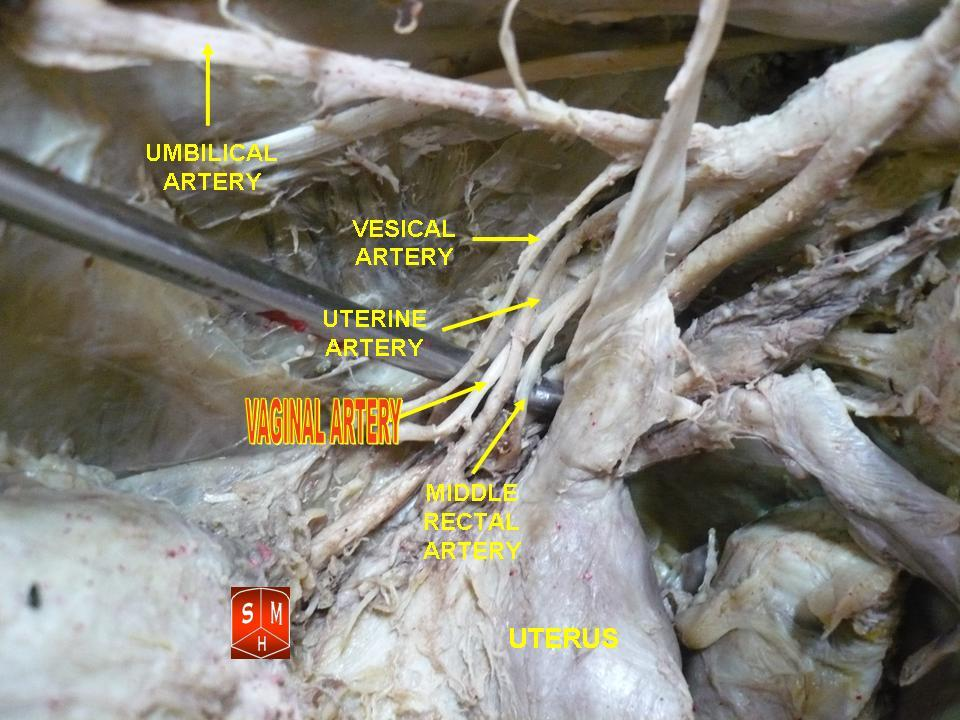
الشريان المهبلي

وتقول بعض المصادر أن الشريان المهبلي يمكن أن ينشأ من الشريان الحرقفي الغائر أو الشريان الرحمي. ومع ذلك، فإن عبارة الفروع المهبلية للشريان الرحمي هو مصطلح ترمينولوجيا أناتوميكا لإمدادات الدم إلى المهبل القادم من الشريان الرحمي.
تعتبر بعض النصوص أن الشريان المثاني السفلي موجود في الذكور فقط، وهو موجود في الإناث على هيئة الشريان المهبلي.

## التركيب
ينحدر الشريان إلى المهبل، ويقوم بتغذية الغشاء المخاطي . كما أنه يرسل فروع إلى قاع المثانة، والجزء المجاور من المستقيم (تشريح).
يمثل الشريان المهبلي من قبل اثنين أو ثلاثة فروع.

## وصلات خارجية
- صور تشريحية:43:13-0206 في مركز داونستيت الطبي التابع لجامعة نيويورك - "حوض الأنثى: شريان حرقفي غائر"